# The New Partridge Family
Pour plus de détails, voir Fiche technique et Distribution.
The New Partridge Family est un téléfilm comique américain réalisé par Alan Myerson, diffusé le 22 janvier 2005 sur VH1. Il s'agit de l'adaptation moderne de la série télévisée des années 1970, The Partridge Family.

## Fiche technique
Sauf indication contraire, les informations mentionnées dans cette section peuvent être confirmées par la base de données cinématographiques IMDb,  présente dans la section « Liens externes ».
- Titre original : The New Partridge Family
- Réalisation : Alan Myerson
- Scénario : Bill Oakley et Josh Weinstein
- Décors : Julie Bolder
- Costumes : Katrina Mastrolia
- Photographie :
- Montage : Don Koch
- Musique : Brent Kidwell
- Production : Bill Oakley et Josh Weinstein
- Sociétés de production : VH1
- Société de distribution : VH1
- Pays d'origine :  États-Unis
- Langue originale : anglais
- Format : couleur
- Genres : Comédie
- Durée :
- Dates de première diffusion :
  -  États-Unis : 22 janvier 2005

## Distribution
- Suzanne Sole : Shirley Partridge
- Leland Grant : Keith Partridge
- Emma Stone : Laurie Partridge
- Spencer Tuskowski : Danny Partridge
- Hannah Leigh : Tracy Partridge
- Anthony Skillman : Chris Partridge
- French Stewart : Reuben Kincaid
- Danny Bonaduce : M. Partridge